# Ponticola kessleri
Ponticola kessleri és una espècie de peix de la família dels gòbids i de l'ordre dels cipriniformes que es troba Bulgària, Moldàvia, Romania i Ucraïna.